# 十里海养殖场
十里海养殖场，是中华人民共和国河北省唐山市曹妃甸区下辖的一个类似乡级单位。

## 行政区划
下辖以下地区：
场部社区虚拟社区。